# Central hidroeléctrica Coya
La central hidroeléctrica Coya es una Central hidroeléctrica de pasada ubicada en la ribera del río Pangal, perteneciente a la cuenca del río Rapel, en la Región de O'Higgins. Inició su producción en 1911 y tiene una potencia de 31,6 MW.
En 2019 era propiedad de Pacific Hydro y vendía su completa producción a la Mina El Teniente de Codelco.
La central fue construida a principios del siglo XX por la empresa minera estadounidense para abastecer de energía eléctrica a las faenas mineras de la zona.
Las cuatro centrales, Pangal, Coya, Sauzal y Sauzalito, se ubican en el cauce superior de la hoya del río Cachapoal: Pangal sobre el río Pangal, Coya capta aguas de los ríos Pangal y Cachapoal y está ubicada no lejos de la junta de ambos ríos. Las centrales Sauzal y Sauzalito se encuentran aguas abajo de las anteriores en el río cachapoal.: 103–104 

Centrales hidroeléctricas de pasada en la cuenca alta del río Cachapoal.

| Central hidroeléctrica           | Altura de caída m | Caudal m³/s | Potencia instalada MW |
| -------------------------------- | ----------------- | ----------- | --------------------- |
| Central hidroeléctrica Pangal    | 448,0             | 6,8         | 24,0                  |
| Central hidroeléctrica Coya      | 134,0             | 27,8        | 30,0                  |
| Central hidroeléctrica Sauzal    | 115,3             | 76,2        | 76,8                  |
| Central hidroeléctrica Sauzalito | 25,7              | 45,0        | 9,5                   |
| Total                            |                   |             | 140,3                 |